# Lucio Topatigh
Lucio Topatigh (* 19. Oktober 1965 in Gallio) ist ein ehemaliger italienischer Eishockeyspieler. Er gilt als einer der besten und erfolgreichsten italienischen Eishockeyspieler aller Zeiten und ist sowohl Rekordnationalspieler Italiens mit 243 Länderspielen für die Azzurri als auch erfolgreichster Scorer mit 131 Scorerpunkten. 2015 wurde er mit der Aufnahme in die IIHF Hall of Fame geehrt.

## Karriere
Lucio Topatigh begann seine Karriere als Eishockeyspieler bei Asiago Hockey, für dessen Profimannschaft er von 1984 bis 1986 in der Serie A1, der höchsten italienischen Spielklasse, aktiv war. Anschließend spielte der Flügelspieler fünf Jahre lang für dessen Ligarivalen HC Bozen, mit dem er 1988 und 1990 jeweils Italienischer Meister wurde. Von 1991 bis 1993 trat er erneut für Asiago an, ehe er von 1993 bis 1995 für den HC Devils Milano auflief, mit dem er 1994 ebenfalls den italienischen Meistertitel gewann. Die Saison 1995/96 begann der Linksschütze erneut in Asiago, wechselte jedoch bereits nach nur zehn absolvierten Partien zum HC Bozen, mit dem er am Saisonende erneut Meister wurde. Diesen Erfolg konnte er mit seiner Mannschaft in den Jahren 1997 und 1998 wiederholen.
Von 1999 bis zu seinem Karriereende 2008 im Alter von 42 Jahren trat Topatigh erneut für Asiago Hockey an und gewann mit der Mannschaft in der Saison 2000/01 seinen siebten und letzten Meistertitel. Für den Verein selbst war es der erste Meistertitel der Vereinsgeschichte. In den Jahren 2001 und 2002 gewann der langjährige Nationalspieler und vierfache Olympiateilnehmer mit Asiago zudem die Coppa Italia sowie 2003 die Supercoppa Italiana.

### International
Für Italien nahm Topatigh an den B-Weltmeisterschaften 1986, 1987, 1989 und 1990 sowie den A-Weltmeisterschaften 1992, 1993, 1994, 1995, 1996, 1997, 1998, 1999, 2000 und 2002 teil. Zudem stand er im Aufgebot seines Landes bei den Olympischen Winterspielen 1992 in Albertville, 1994 in Lillehammer, 1998 in Nagano und 2006 in Turin.

## Erfolge und Auszeichnungen
| - 1988 Italienischer Meister mit dem HC Bozen - 1990 Italienischer Meister mit dem HC Bozen - 1994 Italienischer Meister mit dem HC Devils Milano - 1996 Italienischer Meister mit dem HC Bozen - 1997 Italienischer Meister mit dem HC Bozen - 1998 Italienischer Meister mit dem HC Bozen | - 2001 Italienischer Meister mit Asiago Hockey - 2001 Coppa Italia mit Asiago Hockey - 2002 Coppa Italia mit Asiago Hockey - 2003 Supercoppa Italiana mit Asiago Hockey - 2015 Aufnahme in die IIHF Hall of Fame |